# Okręg Szkolny Warszawski
Okręg Szkolny Warszawski (OSW; 1922-1932),  Okręg Szkolny Warszawsko-Łódzki (1932-1939) – jeden z okręgów szkolnych II RP, utworzony rozporządzeniem Ministra Wyznań Religijnych i Oświecenia Publicznego z dnia 3 maja 1922 roku o utworzeniu Okręgu Szkolnego Warszawskiego, w granicach miasta stołecznego oraz województw: warszawskiego, kieleckiego i lubelskiego z siedzibą kuratora w Warszawie.
Rozporządzenie weszło w życie 16 maja 1922 roku.

## Historia
1 września 1925 z właściwości Okręgu Szkolnego Warszawskiego wyłączono województwo lubelskie, zaś 1 września 1927 roku także białostockie i kieleckie.
Rozporządzeniem MWRiOP z dnia 7 lipca 1932 roku, a także rozporządzeniem RM z dnia 15 maja 1937 roku o okręgach szkolnych, Okręg Szkolny Warszawski obejmował województwa warszawskie i łódzkie i stąd zmiana nazwy na Okręg Szkolny Warszawsko-Łódzki.
W latach 1931-1939 wizytatorem okręgowym w Kuratorium - w randze kuratora - był rodzony brat F. Dzierżyńskiego - Ignacy Dzierżyński (1879 – 1953).  
Z początkiem 1938 roku podjęto decyzję o restytucji Okręgu Szkolnego Łódzkiego, co miało nastąpić z nowym rokiem szkolnym 1939/1940. Na przełomie lutego i marca 1938 roku powstała w Łodzi Delegatura Kuratorium Warszawskiego, jako instytucja przejściowa. Do realizacji tego zamysłu nie doszło z powodu wybuchu II wojny światowej.   
Kuratorzy warszawscy.
1922–1931. Grzegorz Zawadzki.
1931–1937. Ignacy Pytlakowski.
1937–1939. Wiktor Ambroziewicz.

## Obwody szkolne
W 1933 roku Rozporządzeniem Prezydenta Rzeczypospolitej Polskiej, z dnia 4 lipca 1933 r. o organizacji obwodowych władz szkolnych, dla celów administracji w zakresie szkolnictwa, okręgi szkolne zostały podzielone na obwody, zawierające jeden lub więcej powiatów i były zarządzane przez inspektorów szkolnych.
Okręg Szkolny Warszawski został podzielony na obwody:

- Obwód ciechanowski – powiaty: ciechanowski, mławski i przasnyski.
- Obwód łowicki – powiaty: łowicki, kutnowski i sochaczewski.
- Obwód płocki – powiaty: płocki i gostyniński.
- Obwód pułtuski – powiaty: pułtuski i makowski.
- Obwód sierpecki – powiaty: sierpecki, rypiński i płoński.
- Obwód skierniewicki – powiaty: skierniewicki i rawski.
- Obwód warszawski miejski – miasto Warszawa.
- Obwód warszawski – powiaty: warszawski, radzymiński, miński, grójecki i błoński.
- Obwód włocławski – powiaty: włocławski, nieszawski i lipnowski.
- Obwód kaliski – powiaty: kaliski i turecki.
- Obwód koniński – powiaty: koniński i kolski.
- Obwód łódzki miejski – miasto Łódź.
- Obwód łódzki – powiaty: łódzki, łęczycki i brzeziński.
- Obwód piotrkowski – powiaty: piotrkowski i  radomszczański.
- Obwód wieluński – powiat wieluński.
- Obwód zduńskowolski – powiaty: łaski i sieradzki.

W 1939 roku utworzono nowe obwody szkolne: błoński, działdowski, garwoliński, gostyniński, grójecki, łomżyński, makowski, miński, mławski, ostrołęcki, ostrowski, płoński, przasnyski, radzymiński, sochaczewski, sokołowski, węgrowski, brzeziński, kutnowski, łaski, łęczycki, łowicki, opoczyński, radomszczański, rawski, sieradzki, skierniewicki. Rozporządzenie weszło w życie 1 kwietnia 1939 roku.

## Okręg w PRL
Po wojnie, na podstawie ustawy z 4 czerwca 1920 r. o tymczasowym ustroju szkolnym, wyszło rozporządzenie Rady Ministrów z 5 września 1946 roku o okręgach szkolnych. Rozporządzenie to weszło w życie 9 października 1946 roku, i na nowo utworzono Okręg Szkolny Warszawski, obejmujący swoim zasięgiem powojenne województwo warszawskie.

## Porównaj
- Okręg Szkolny Łódzki